# Sailtean na Sagart
El Sailtean na Sagart (en inglés Seltannasaggart o Corry Mountain) es un cerro de Irlanda (428 metros), y se sitúa a lo largo de la frontera entre los condados de Roscommon y de Leitrim (República de Irlanda). Su nombre puede entenderse como plantación de sauces del cura.

## Geografía
El Seltannasaggart forma parte de la cadena de las Arigna Mountains. Es el punto más alto del  Roscommon. Cerca de su cima hay un parque eólico. 